# Tall Alam
Tall Alam – wieś w Syrii, w muhafazie Aleppo, w dystrykcie As-Safira. W 2004 roku liczyła 1689 mieszkańców.